# Mammuthus creticus
Mammuthus creticus (лат.) — вид вымерших млекопитающих из рода мамонтов. Обитал на острове Крит во времена плейстоцена (2,588 млн — 117 тыс. лет назад). Яркий пример островной карликовости, самый маленький вид среди известных мамонтов.

## Характеристика
Высота взрослых животных в плечах составляет 1,13 м, вес тела около 310 кг. Моляры имеют длину 13,9—14,5 см, ширину 3,3—3,7 см и 10—12 гребней эмали на жевательной поверхности. Плечевая кость в длину 33 см. Такие размеры делают критского карликового мамонта одним из самых маленьких представителей парафилетической группы карликовых слонов.

## История изучения
За время раскопок были найдены фрагментарные остатки: в основном моляры и остатки посткраниального скелета, такие как ребра, позвонки и кости конечностей. Череп не был обнаружен. В 1904 году сотрудница Британского музея естественной истории Дороти Бейт проводила раскопки в районе мыса Малекас на полуострове Акротири на северо-западе Крита и обнаружила девять моляров, фрагменты бивней и позвонка в глинистых осадочных породах, накопившихся в результате разрушения плейстоценовой пещеры. К этому времени Бейт уже удалось открыть остатки карликовых слонов на Кипре и других средиземноморских островах. В 1907 году вышло научное описание вида, он был назван Elephas creticus, отмечено сходство с южным мамонтом (Mammuthus meridionalis), который в то время причислялся к роду Elephas. Однако, по аналогии с другими найденными видами карликовых слонов, среди ученых была принята гипотеза о происхождении Elephas creticus от прямобивневого слона (Paleoloxodon antiquus), род Paleoloxodon долгое время считался подродом Elephas. Сомнения в принадлежности Elephas creticus к Elephas стали возникать из за того, что на Крите обитали еще два более крупных вида карликовых слонов — Palaeoloxodon creutzburgi и Palaeoloxodon priscus, но в более позднее время и их так же считали потомками прямобивневого слона. К тому же оказалось, что прямобивневый слон появился в Европе позже появления Elephas creticus на Крите. В 2006 году было проведено молекулярно-генетическое исследование, по результатам которого вид был отнесен к роду мамонтов. Однако, данное исследование подверглось критике за небольшую выборку материала, спорную датировку остатков и методические ошибки. В 2012 году британские ученые провели морфологический анализ Elephas creticus и на основании строения моляров пришли к выводу, что следы раннего износа и морфологический рисунок эмали являются диагностическим признаком для рода Mammuthus. Форма мезиального расширения, относительная высота коронки и количество пластин указывает на таксономическую близость с южным мамонтом (Mammuthis meridionalis) и Mammuthus rumanus. Южный мамонт вымер в Европе 800 тыс. или, возможно, 700 тыс. лет назад, что накладывает позднюю границу на прибытие предка карликового мамонта на Крит в этом диапазоне времени. Однако, поскольку нельзя исключить Mammuthus rumanus в качестве возможного прародителя, то ранняя граница изоляции популяции мамонтов на Крите потенциально можно установить в 3,5 млн лет назад, что значительно раньше, чем считалось.